# Hřbitovní tanec (román)
Hřbitovní tanec (v angl. originále Cemetery Dance) je románem autorské dvojice Douglase Prestona a Lincolna Childa. Kniha vyšla v květnu roku 2009 v nakl. Grand Central Publishing, v českém překladu pak v roce 2010 v nakladatelství BB Art. Jde o v pořadí devátý román s postavou zvláštního agenta FBI Aloysia Pendergasta. Román se zpočátku jeví jako horor, ale postupně se přesouvá na racionálnější vlnu.

## Děj
Reportér William Smithback je zavražděn ve svém bytě v New Yorku. Napadena je také jeho manželka Nora Kellyová, archeoložka z Přírodovědeckého muzea. Podle záznamů z kamer se zločinu dopustil soused, který byl ale podle všeho tou dobou již dva týdny mrtvý. Postupně se ukazuje, že v nedaleké oblasti Inwood Hill pobývá sekta, která při svých rituálech podřezává zvířata a přivádí k životu mrtvé za pomoci magie woodoo. Situace je ale složitější a hlavní viník až do poslední chvíle uniká Pendergastovi i policejnímu inspektorovi Vincentovi D'Agostovi. Ve hře je totiž pohádkové bohatství a bezskrupulózní kriminálník.